# Re-Experienced
Re-Experienced kompilacijski je album američkog glazbenika Jimija Hendrixa, postumno objavljena 1975. godine u Nizozemskoj od izdavačke kuće Polydor.

## O albumu
Kompilacija se sastoji od pjesama koje se nalaze na albumima Are You Experienced, Axis: Bold as Love, Electric Ladyland i The Cry of Love, kao i jedna s albuma War Heroes i jedna s Band of Gypsys te jedna uživo s albuma Hendrix in the West.

## Popis pjesama
Sve pjesme napisao je Jimi Hendrix, osim gdje je to drugačije naznačeno.
| 1. | »Hey Joe«                  | Billy Roberts |  |
| 2. | »Stone Free«               |               |  |
| 3. | »"The Wind Cries Mary«     |               |  |
| 4. | »Love or Confusion«        |               |  |
| 5. | »Red House«                |               |  |
| 6. | »Third Stone From the Sun« |               |  |

| 1. | »Purple Haze«                  |           |  |
| 2. | »Manic Depression«             |           |  |
| 3. | »If Six Was Nine«              |           |  |
| 4. | »Castles Made of Sand«         |           |  |
| 5. | »All Along the Watchtower«     | Bob Dylan |  |
| 6. | »Cross Town Traffic«           |           |  |
| 7. | »Voodoo Chile (Slight Return)« |           |  |

| 1. | »Electric Ladyland«                          |  |  |
| 2. | »Rainy Day Dream Away«                       |  |  |
| 3. | »1983... (A Merman I Should Turn to Be)«     |  |  |
| 4. | »Moon, Turn the Tides... Gently Gently Away« |  |  |

| 1. | »Angel«                                                                                           |  |  |
| 2. | »In From the Storm«                                                                               |  |  |
| 3. | »Stepping Stone«                                                                                  |  |  |
| 4. | »Who Knows«                                                                                       |  |  |
| 5. | »Little Wing« ((snimljeno uživo u The Royal Albert Hallu u Londonu, Engleska, 24. veljače 1969.)) |  |  |

## Izvođači
- Jimi Hendrix – električna gitara, prvi vokal, flauta u skladbi 9, bas-gitara u skladbama 14, 15 i 16, kazoo u skladbi 12, piano u skladbi 12, udaraljke u skladbi 16
- Mitch Mitchell – bubnjevi, udaraljke u skladbi 9, prateći vokal u skladbi 12, tamburin u skladbi 14
- Noel Redding – bas-gitara, prateći vokal
- Gary Leeds – ritam nogom u skladbi 9
- Graham Nash – ritam nogom u skladbi 9
- Michael Jeffery – ritam nogom u skladbi 9
- Dave Mason – akustična gitara u skladbi 11, bas-gitara u skladbi 11, prateći vokal u skladbi 12
- Buddy Miles – bubnjevi u skladbama 15, 20 i 21
- Mike Finnigan – orgulje u skladbi 15
- Larry Faucette – konge u skladbi 15
- Chris Wood – flute on track 16
- Billy Cox – bass on tracks 18, 19, 20 and 21